# Blinder Hesse
Die Sage von den Blinden Hessen betrifft eine überlieferte Kriegslist aus der Geschichte der ehemaligen Reichsstadt Mühlhausen/Thüringen.

## Geschichtlicher Hintergrund

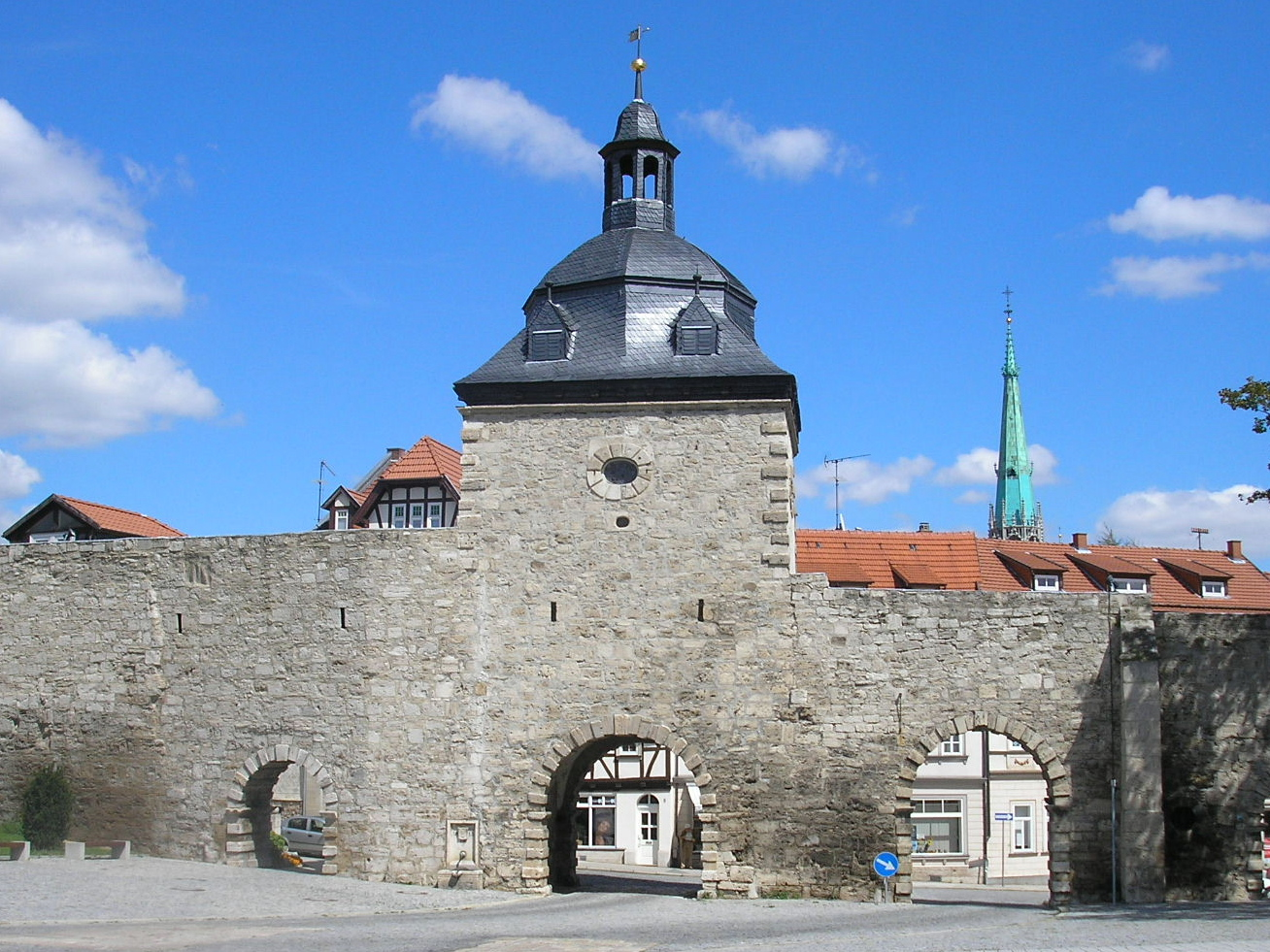
Am Frauentor in Mühlhausen

Die Reichsstadt Mühlhausen konnte bereits während des 13. Jahrhunderts ihre wirtschaftliche und politische Bedeutung im hessisch-thüringischen Grenzland an der Werra ausbauen. Damit geriet sie, wie auch die benachbarte Vogtei Dorla immer häufiger in Auseinandersetzung mit den Territorialmächten – den thüringischen Landgrafen und hessischen Landgrafen sowie dem Erzbistum Mainz.

### Die Sage in der Version nach Grässe
Neben der Bechsteinschen Version der volkstümlichen Überlieferung fand auch der sächsische Sagensammler Johann Georg Theodor Grässe die historische Sage erwähnenswert.

„434. Die blinden Hessen

Einst soll die Stadt Mühlhausen schwer von dem Hessenvolke bedrängt und belagert worden sein. Schon waren die meisten Vertheidiger der Stadt gefangen, todt oder verwundet und der nächste Sturm mußte die Belagerer in den Besitz derselben bringen. Da gab die Noth den Mühlhäusern einen klugen Gedanken ein. Im Dunkel der Nacht wurden die Mauern der Stadt mit hölzernen Pfählen oder Pflöcken bewehrt und die Pflöcke gleich lebendigen Söldnern geschmückt und gerüstet. Aber zwischen diesen hölzernen Soldaten bewegten sich hin und wieder lebendige Krieger und drohten spottend hinab in das Lager der Feinde. Als nun bei anbrechendem Morgen die staunenden Hessen die neuen Rüstungen und die zahlreichen Streiter und Vertheidiger der Mauern gewahrten, da verzweifelten sie an ihrem Siege und zogen kleinmüthig von dannen. Davon sollen sie den Namen der dummen oder blinden Hessen bekommen haben.“

## Sonstiges
Die Sage wird gerne beim Festzug am Beginn der Mühlhäuser Kirmes in einem Motivwagen dargestellt.